# Distretto di Herca
Il distretto di Herca (in ucraino Герцаївський район?; romeno: Raionul Herța) era un distretto (rajon) dell'Ucraina, situato nell'oblast' di Černivci. Il suo capoluogo era Herca. È stato soppresso con la riforma amministrativa del 2020.